# Enneanectes carminalis
Enneanectes carminalis är en fiskart som först beskrevs av Jordan och Gilbert 1882.  Enneanectes carminalis ingår i släktet Enneanectes och familjen Tripterygiidae. IUCN kategoriserar arten globalt som livskraftig. Inga underarter finns listade i Catalogue of Life.